# Microphis dunckeri
Microphis dunckeri är en fiskart som först beskrevs av Prashad och Mukerji 1929.  Microphis dunckeri ingår i släktet Microphis och familjen kantnålsfiskar. IUCN kategoriserar arten globalt som livskraftig. Inga underarter finns listade i Catalogue of Life.